# 向有恆
向有恆（琉球語：〔〕／  ?；1823年4月15日—1876年9月23日）和名宜灣親方朝保（琉球語：〔〕／ ），琉球國政治家、外交官、歌人。其妻為牧志翁主尚氏梅心（尚灝王與妻顧氏真吳勢金·上間阿護母志良禮的女兒）。精通漢語、日本語和英語。
向有恆是尚圓王的後代。其父向廷楷為尚育王時期三司官。1835年繼承其父家督的位置，領宜野灣間切之地。原稱宜野灣親方（琉球語：〔〕／ ），但1875年尚泰王次子尚寅為宜野灣王子，遂改稱宜灣親方。
1859年，發生牧志恩河事件，向有恒與向能達（阿波根親方朝興）奉命為糾明奉行，隨尚健（伊江王子朝直）審問向永功（牧志親雲上朝忠）等人。事後，向有恒於1862年被選舉為三司官。同年，薩摩藩的在番奉行市來四郎多次要求琉球王府將向永功送往薩摩藩，甚至準備重用他。尚泰王遣向有恒與御鎖側官馬文英（金武親雲上良智）等出使薩摩藩交涉，但薩摩藩不許。琉球只得將向永功送往薩摩。但途中向永功墜海而死，向有恒遂沒有交涉的必要，提前歸國。
三司官任內，甚得尚泰王信任。1873年作為日本明治維新慶賀副使，隨攝政尚健赴東京慶賀。在與日本外務卿副島種臣會見時向日方提出，大島諸島（奄美諸島）「固隷屬我琉球，昔慶長年間為薩人押領」，要求歸還，但日本不予理會。在東京，琉球使節被迫按照日方的要求修改國書，明治天皇遂以琉球為藩屬，冊封尚泰王為「琉球藩王」。歸國後，向有恒一行受到琉球人的唾棄，人們斥責他為賣國賊，向他的府邸投擲瓦礫以示憤怒。1875年，向有恒遭到彈劾而失勢，被迫辭去三司官一職，翌年羞愧而死。
向有恒是當時親日派的代表人物之一，他精通琉球文化和日本文化，並支持「日琉同祖論」，與反日派的毛允良（龜川親方盛武）互相敵視。根據琉球王族尚球的說法，向有恒聰明慧智、才能絕倫，但卻非常好色。
著有《遺稿松風集》、《琉球三十六歌仙》、《琉球解釋》、《衝耦集》、《松凰集》、《沖繩集》、《沖繩集二編》等。
1915年（大正4年），日本政府追贈他大日本帝國從四位的位階。
沖繩學者伊波普猷將他與麻平衡（儀間親方真常）、程順則（名護親方寵文）、向象賢（羽地按司朝秀）和蔡溫（具志頭親方文若），併稱為「琉球五偉人」。

## 腳註
1. ↑  《球陽記事·附卷之四》
2. 1 2  .   [2013-08-29]. （原始内容存档于2018-01-12）.
3. ↑  蔡璋（喜友名嗣正），《琉球亡國史譚》

| 向有恆（宜灣朝保）         |                                |                            |
| 前任： 毛增光 （池城安邑） | 琉球國丑日番法司 1862年—1875年 | 繼任： 毛鳳來 （富川盛奎） |